# Schloss Schieritz

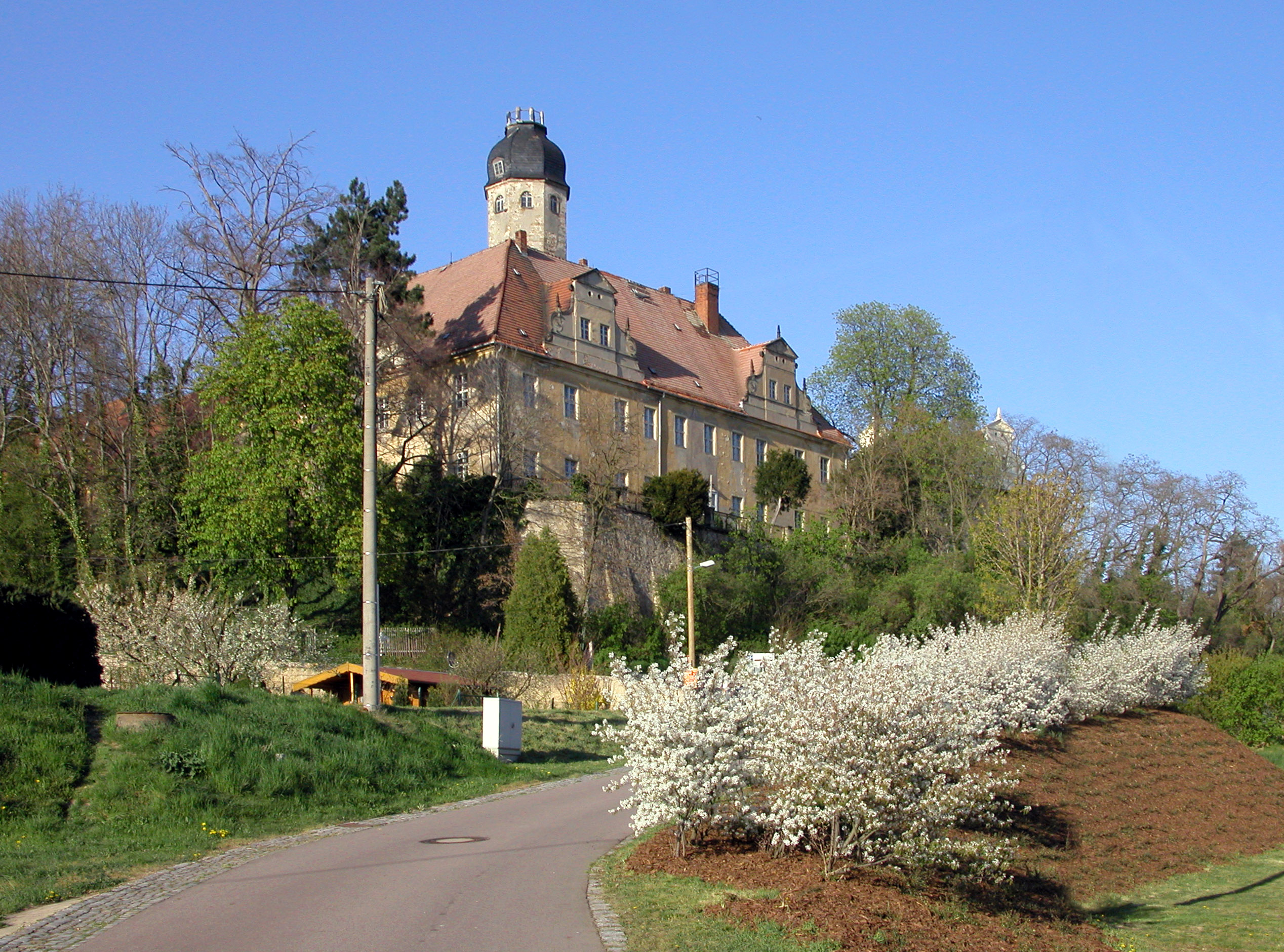
Schloss Schieritz (2005)

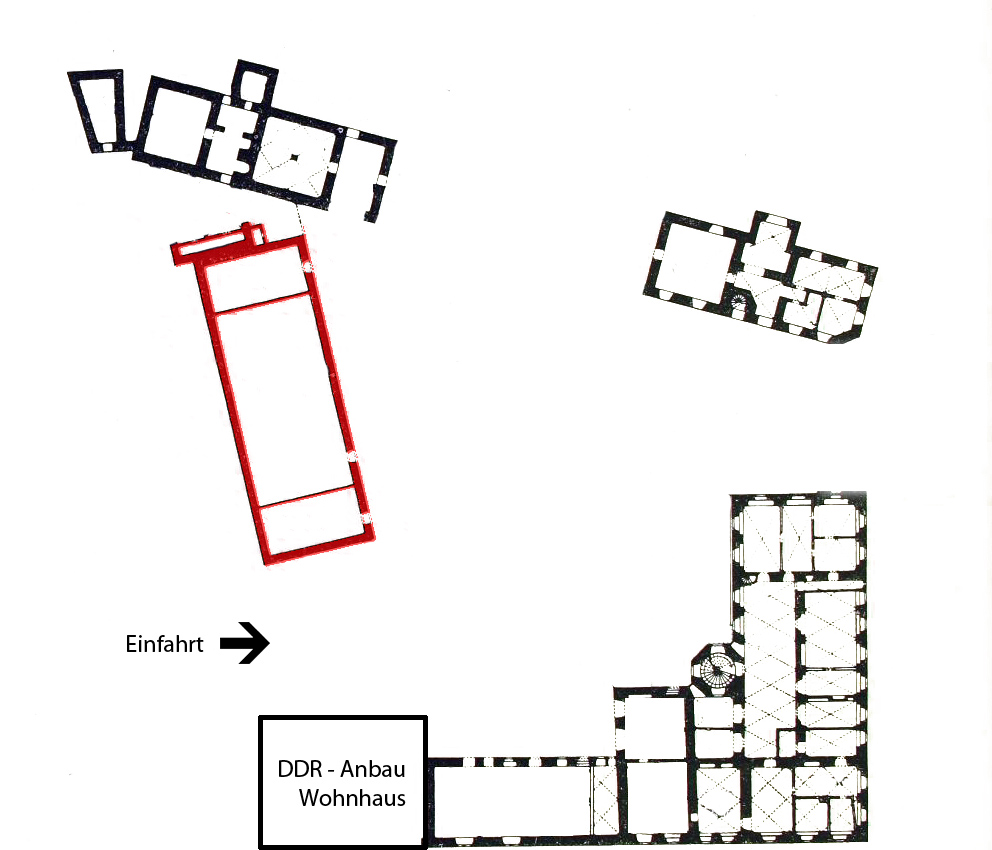
Schloss Schieritz Erdgeschoss 2011 – rot ruinös

Schloss Schieritz ist ein Renaissanceschloss im Ortsteil Schieritz der Gemeinde Diera-Zehren im sächsischen Landkreis Meißen.

## Namensdeutung
Der Ortsname wird im Allgemeinen auf einen sorbischen Flurnamen zurückgeführt und ist altslawischen Ursprungs (etwa 6./7. Jahrhundert). Er bedeutet Breite. Wegen der Lautverschiebungen, welche möglicherweise im Laufe der Zeit stattgefunden haben, kann Schieritz aber auch Schürtze oder Schurz bedeuten. Ein Schurzfell verhinderte Verletzungen bei der Arbeit als Steinmetz oder Bergmann. Im übertragenen Sinn waren die Herren auf Schieritz somit durch ihre Burg wie mit einer Schürze geschützt, um Schaden abzuwehren.

## Geographische Lage
Das Schloss Schieritz befindet sich im Ketzerbachtal, sechs Kilometer östlich von Lommatzsch und sieben Kilometer nordwestlich von Meißen. Das zur Elbe hin breiter werdende Tal des Ketzerbachs führt diesen bei Zehren in die Elbe. Auf dem bis an das Gelände grenzenden Eckhardsberg war bis 1945 ein Weinberg. Im Kirschberg befinden sich Kaoline. Schieritz liegt nur ein Kilometer vom gleichaltrigen Zehren entfernt. Im Jahr 1003 zerstörte von hier aus Bolesław Chrobry Wielki Glomuci, das Zentralheiligtum der hier siedelnden Wenden.

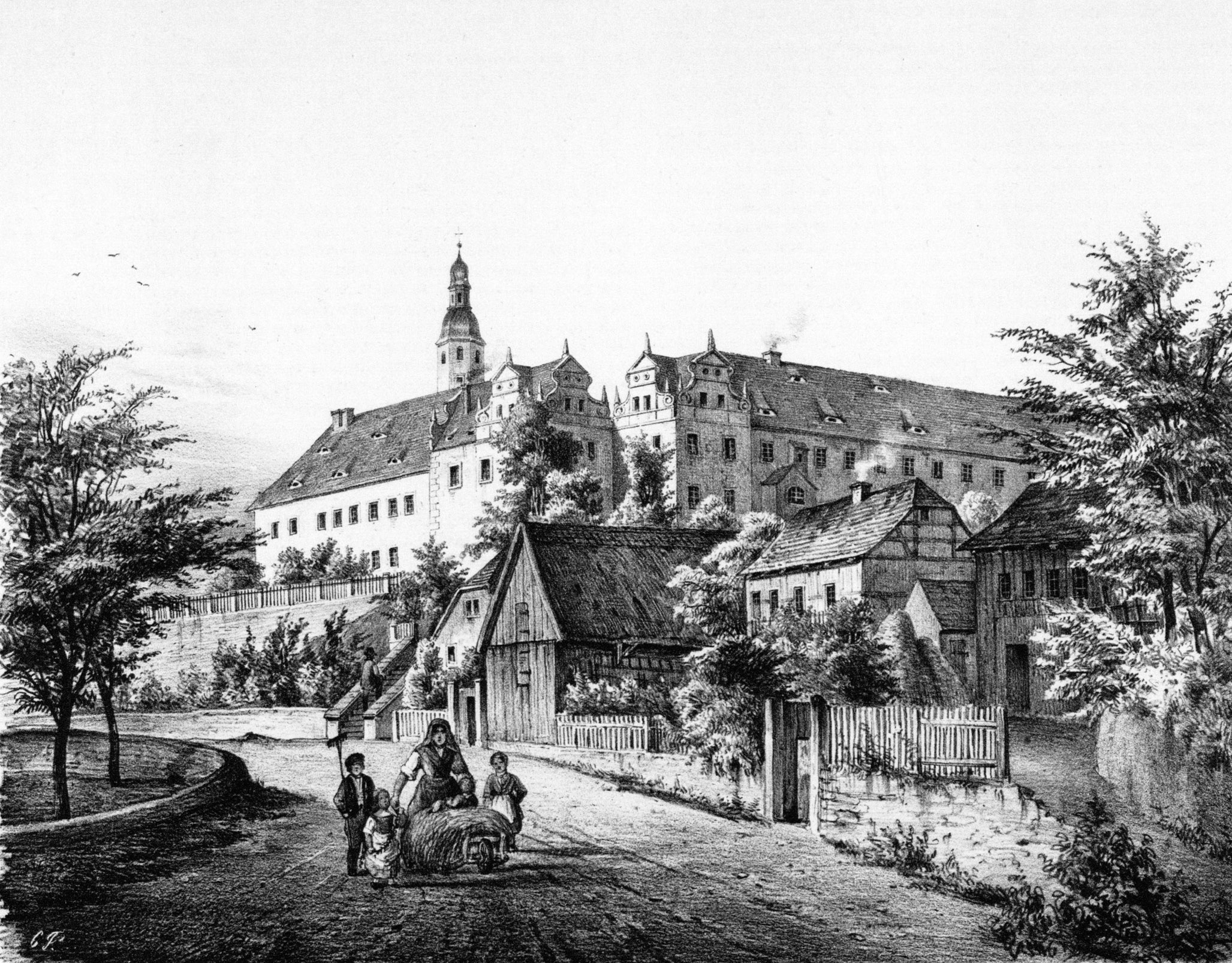
Schloss Schieritz 1856

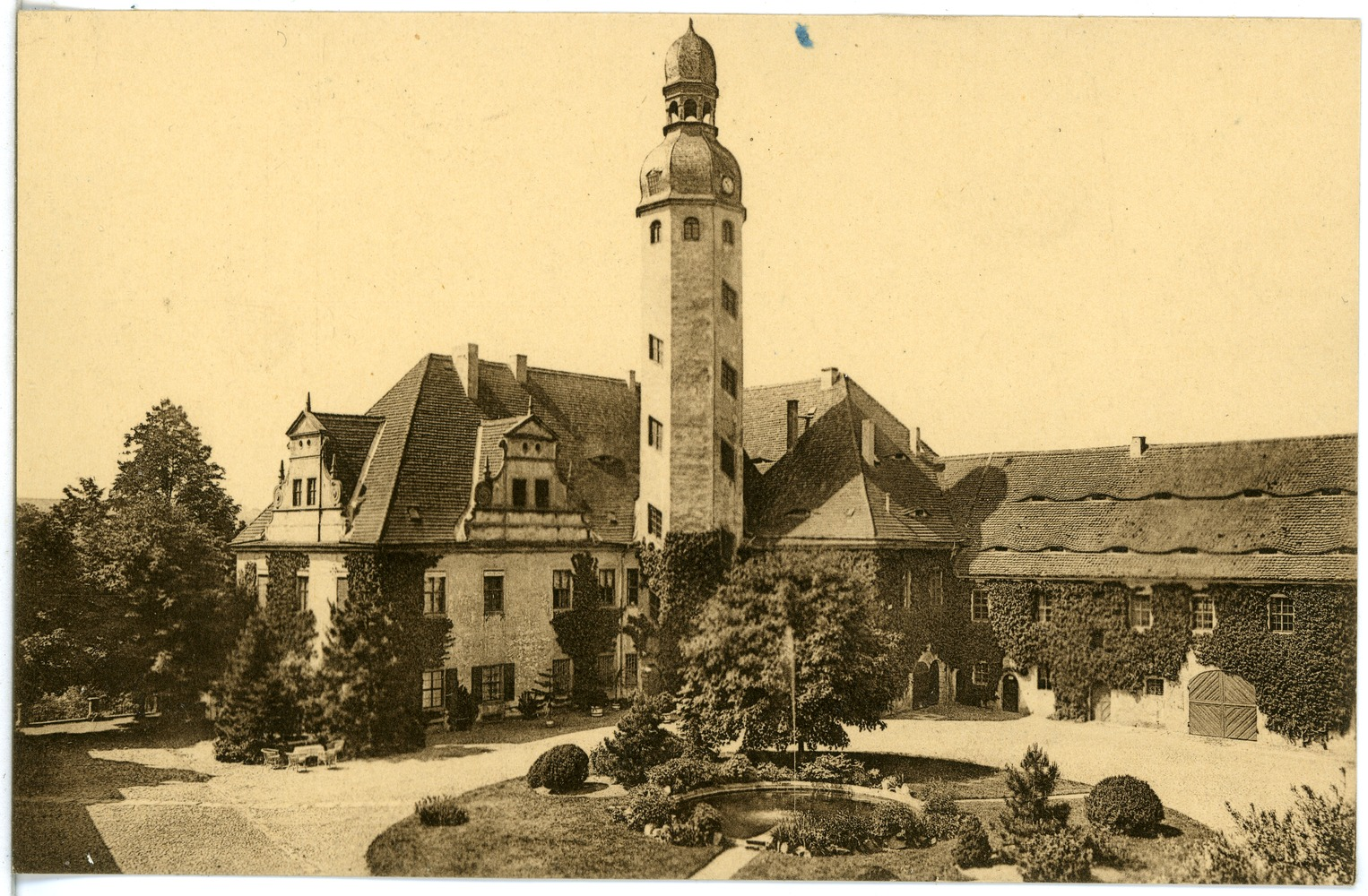
Schloss Schieritz 1915

## Baubeschreibung

### Schloss

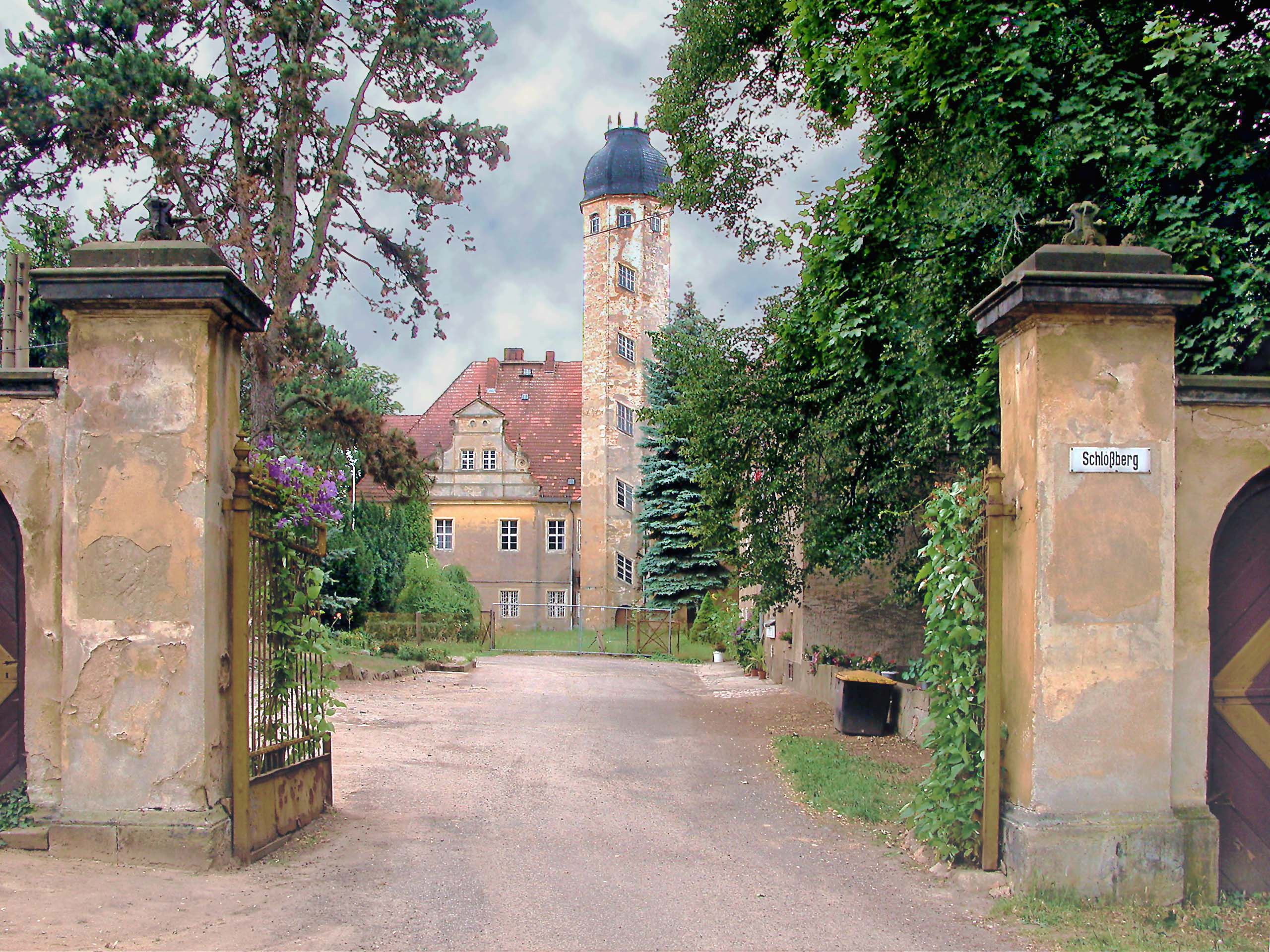
Schloss Schieritz (2003)

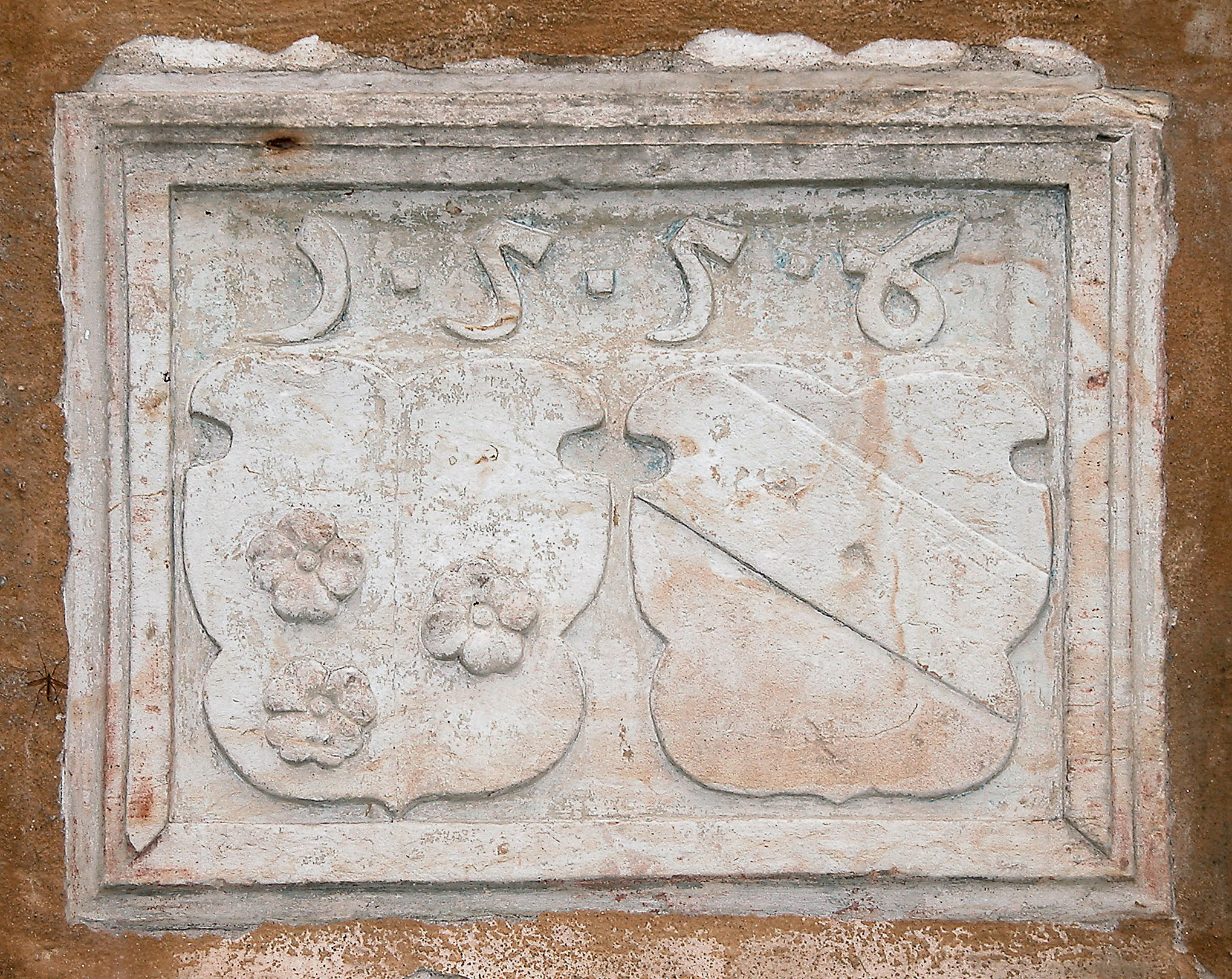
Schloss Schieritz. Wappen Georg von Schleinitz und seiner zweiten Frau Matha von Starschedel.

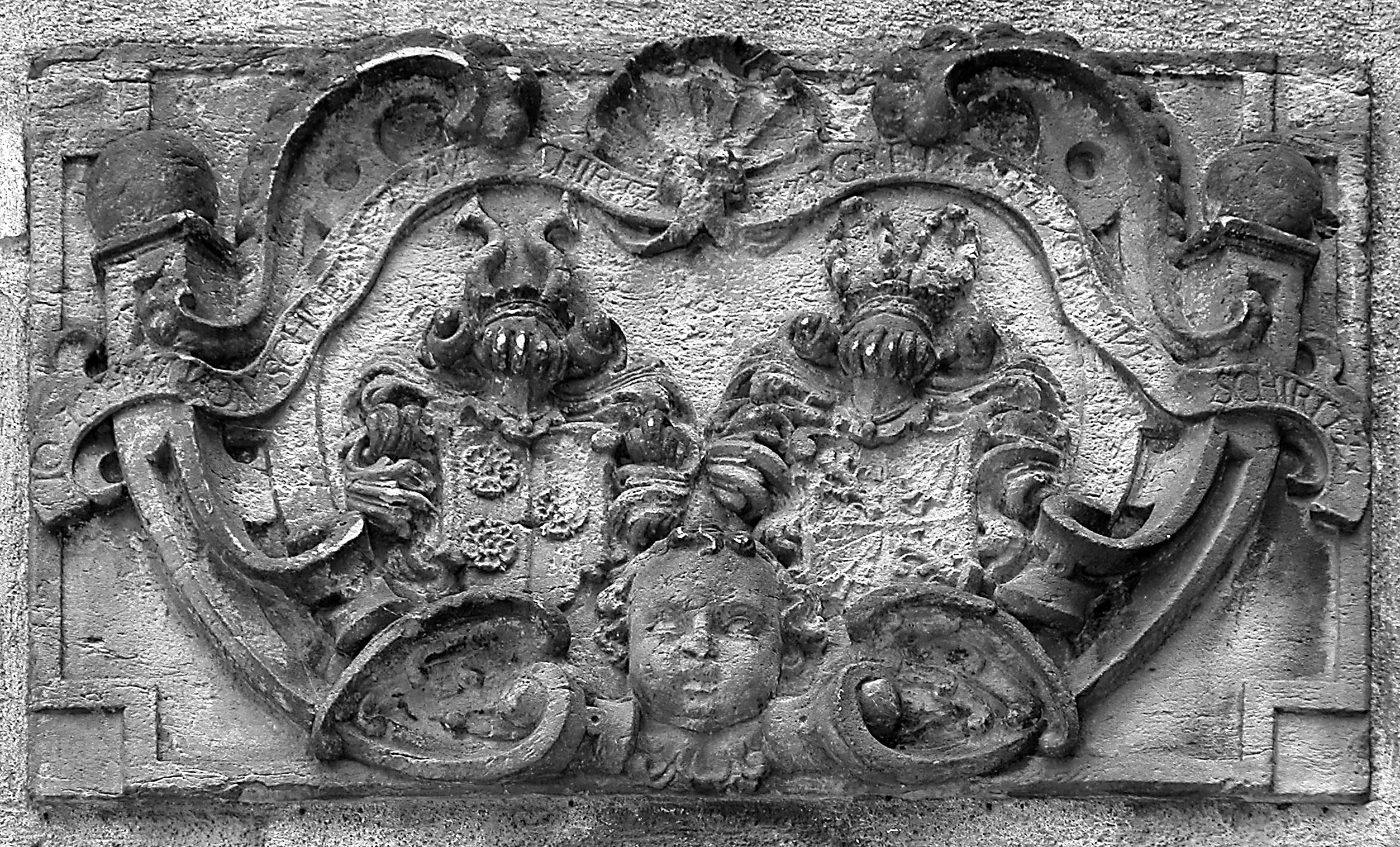
Schloss Schieritz. Wappen Hans von Schleinitz auf Schieritz und Jahna und Ehefrau Maria von Sundhausen.

Das Schloss hat ein über dem Ketzerbachtal hoch aufragendes und markantes Walmdach, das mit Zwerchhäusern erweitert wurde, denen Renaissance-Giebel vorstehen. Der Hauptteil, das frühere Herrenhaus besteht aus einem Keller und zwei Obergeschossen. Der gequaderte Sandsteinbau des Turmportals stammt aus der Bauperiode um 1555. Das in der zweiten Hälfte des 19. Jahrhunderts entstandene Wirtschaftsgebäude hat Kreuzgewölbedecken. Im direkt angrenzenden Südflügel war die Branntweinbrennerei untergebracht, bzw. ist eine Säule, genauso wie in der ehemaligen Küche zwei weitere Säulen in toskanischer Ordnung. Die Sockelplatte ist achteckig und hat einen Übergang zum 67 cm starken walzenförmigen Schaft, eine schwache Wulst und gering ausladende  Platte, auf der das Gewölbe direkt aufsitzt. Die rundbogige Zugangstür vom Hof trägt im Gewände als Schlussstein das Wappen derer von Schleinitz und Sundthausen und die Jahreszahl 1556. Im zweiten Obergeschoss des Südflügels war die Kapelle des Schlosses. Der südöstliche Teil war die ehemalige Verwalterwohnung und stammt aus dem 16. Jahrhundert. Der 42,6 m hohe Turm wurde in den Jahren 1882 und 1919 rekonstruiert. In den 70er Jahren wurde die Laterne baufällig, bei einem Sturm am 31. Dezember 1977 wurde diese schwer beschädigt. 1987 musste sie durch den Einsatz von Bergsteigern gesichert, aber 1993 vollständig zurückgebaut werden. Die Fenstergewände sind durchgehend ohne die in der Renaissance typischen Profile und stammen möglicherweise aus einer Fenstervergrößerung aus dem 17. Jahrhundert. Die weithin sichtbaren Schaugiebel sind möglicherweise ebenfalls ein Werk des historisierenden Zeitgeistes und stammen aus dem 19. Jahrhundert. Am nordwestlichen Eingang fanden sich Sandsteinpfosten für das Tor, an dem sich das königlich sächsische Wappen und ein Monogramm P.G.H.S. befand, als Bezug auf Prinz Georg, Herzog von Sachsen, der zwischen 1862 und 1869 Eigentümer des Schlosses war.

### Wirtschaftsgut Schieritz
Hinter dem hochaufragenden Schloss liegt das über einen sanft ansteigenden Höhenzug erreichbare Wirtschaftsgut. Der Gerichtsbarkeit des altschriftsässigen Wirtschaftsgutes unterstanden acht Dörfer, Kaisitz, Kleinkagen, Obermuschütz, Seylitz, Zscheylitz, Zehren mit Keilbusch, Ickowitz und ein Teil von Klappendorf und gehörte zum Amt Meißen. Das Rittergut hatte das Patronat bei Kirch- und Pfarrämtern und der Schule des Dorfes Zehren und vergab sechs Stipendien an der Meißner Landesschule St. Afra. Am 1. April 1923 wurde das 153 ha große Rittergut Schieritz mit der Gemeinde Schieritz vereinigt. Die große Scheune im Nordosten des Hofes, deren Rückseite über eine Brücke befahrbar war, stammte aus dem Jahr 1600 und wurde im 19. Jahrhundert ausgebaut, aber 1971 durch einen Großbrand vernichtet.

### Schlossmühle

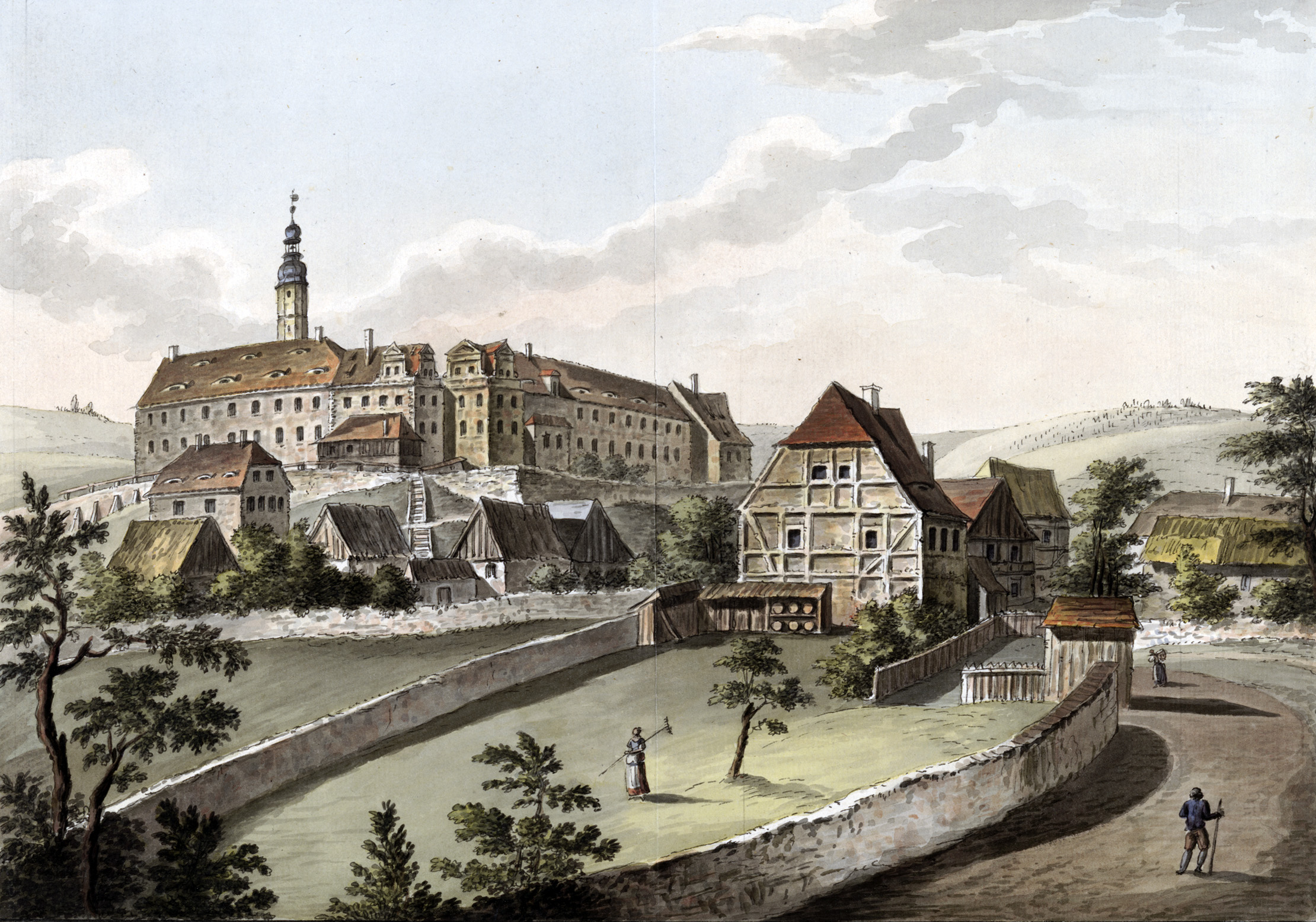
Schloss Schieritz 1793

Der Mühlenstandort ist bereits im Ur-Oeder (1589–1602) eingezeichnet, aber vermutlich wesentlich älter. Ursprünglich wurde die Mühle als Holz- und Schneidemühle errichtet, später hauptsächlich als Getreidemühle und zur Stromerzeugung für Schloss Schieritz und die Gemeinde als Wasserkraftanlage genutzt. Von 1905 bis 1917 liefert die eingebaute Spiralturbine 5 kW Elektroleistung für das gesamte Dorf, Rittergut, Brauerei, Schmiede und Gasthof. Das Mühlenrad mit 3,9 m Durchmesser und einer Breite von 2,25 m wird durch den Ketzerbach angetrieben.

## Geschichte

### Turmhügelburg Dragonerberg
Die mittelalterliche Turmhügelburg Schieritz mit Abschnittswall, sowie Vorburg und dazugehörigen Abschnittswall, das ganze umfasst mit einem Kehlgraben, ist nicht in Ort und Lage identisch mit dem möglichen Vorgängerbau des Schlosses Schieritz und auch in der derzeit von der Fachwelt eingeordneten Zeit von 1200 bis 1250 ungesichert, einzig aus dem Grunde, da die vorhandenen und zuordenbaren Urkunden erst ab 1260 sprechen. Fest steht, dass die Nutzung der Turmhügelburg Anfang des 13. Jahrhunderts beendet war.

### Vorgängerbau des Dominus Conradus
1902 fand man bei Pflasterarbeiten am Altar der Kirche Seußlitz eine Sandsteinplatte mit dem Bild eines Ritters, der noch das römische Gewand des 13. Jahrhunderts und in der Linken einen ungespaltenen Schild mit drei fünfblättrigen Rosen trug. Dieses Wappen war identisch mit der Form des Schleinitzer Wappens, das an einer Urkunde Peter von Schleinitz vom 12. Dezember 1350 erhalten ist, durch die er dem Klarissenkloster Seußlitz Geld- und Getreidezinsen in Altlommatzsch verkaufte. Demnach ist der im September 1288 am heiligsten Ort des 1255 durch den Papst bestätigten Klosters dort bestattete Dominus Conradus (der Rest am Stein war abgebrochen) ein de Slinicz. Schieritz ist ein Ort mit sehr alter Geschichte und gehörte zu den zahlreichen Grenzfestungen an der Elbe. Otto Eduard Schmidt stellte darum bereits 1906 die Hypothese auf, dass Konrad von Schleinitz zu Seußlitz im östlichsten Teil der Lommatzscher Pflege eine ähnliche Beziehung zum Klarissenkloster Seußlitz besessen haben muss, wie seine Verwandtschaft im westlichsten Teil zum St.-Afra-Kloster Meißen. Konrad von Schleinitz war möglicherweise mit dem 1003 erwähnten Burgward Zehren belehnt, dessen militärische Nutzung als Burgward aber gesichert zu Beginn des 13. Jahrhunderts endete. Eine mögliche Beziehung des Dominus Conradus de Slinicz zu einem Vorgängerbau (dem Nachfolger der Befestigung Dragonerberg) am militärisch wichtigeren Weg durch das Tal von der rauhen Fuhrt nach Lommatzsch, dem heutigen Standort des Schlosses Schieritz, zwar logisch, aber urkundlich bzw. auch archäologisch ungesichert.

### Von Gorenzk (1349–1361)
1360 wird als Rittergutsbesitzer ein Ulrich von Gorenzk als dicti de Schyricz und seine Frau Agnes mit ihren fünf Söhnen erwähnt.

### von Schleinitz (1416–1441)
1416 wird ein Ritter Hannes von Slinicz zu Schiricz erwähnt.

### Rosenhain (1411–1457)
Die von Rosenhain (auch von Rosenberg) stammten aus der Oberlausitz.

### Von Miltitz (1457–1460)
1476 pilgerte Georg von Miltitz mit Herzog Albrecht und Heinrich von Starschedel nach Jerusalem.

### Von Rechenberg (1460–1490)
An 1460 residierten hier die Herren von Rechenberg.

### Von Sahlhausen (1409–1513)
1480 wird ein Friedrich von Sahlhausen als Besitzer erwähnt († 1480 Meißen). Sein Sohn war Johann VI. von Saalhausen.

### Von Arras (1513–1549)
Dittrich von Arras stammte aus Thüringen.

### Von Schleinitz (1549–1841)
Das Geschlecht derer von Schleinitz ist sächsischer Uradel und wurde 1255 das erste Mal urkundlich erwähnt. Die Besitzkomplexe der Familie reichten bis nach Nordböhmen. 1549 kaufte George von Schleinitz auf Seerhausen das Rittergut Schieritz und erbaute den Westflügel. Sein Nachfolger Hannß von Schleinitz hatte das heute sichtbare Schloss zwischen 1556 und 1601 und somit möglicherweise auf den Fundamenten eines Vorgängerbaus errichten lassen. Die enorme Tiefe der unter dem alten Teil befindlichen Kellergewölbe sprechen dafür. Hannß von Schleinitz war verheiratet mit Maria von Sunthausen. 1841 verkaufte der letzte Schleinitzer, der Königlich-Preußische Regierungs-Oberforstmeister Georg von Schleinitz das Schloss. Mit ihm erlosch das Geschlecht derer von Schleinitz.

#### Wappen
|                           | Wappen derer von Schleinitz |
| Wappen der von Schleinitz | Blasonierung: „Das Wappen zeigt im gespaltenen Schild rechts in Silber eine rote Rose, links in Rot pfahlweise zwei silberne Rosen. Auf dem Helm mit rot-silbernen Decken ein silbernes und ein rotes Büffelhorn.“ |
| Wappen der von Schleinitz | |

### Kunert (1841–1862)
Der Schlossbesitzer Christian F. Kunert war als armer Seifensiedergeselle aus Liebenwerda bis nach Odessa gewandert und hatte dort mit wirtschaftlichem Erfolg eine eigene Seifensiederei gegründet, kehrte vermögend in die Heimat zurück und lebte bis zum Tode als reicher Schlossherr in Sachsen.

### Prinz Georg von Sachsen (1862–1868)

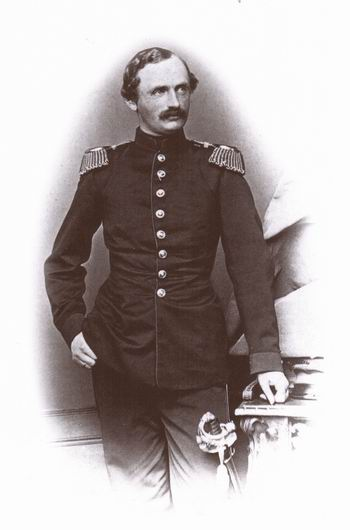
Georg von Sachsen als Prinz

### Von Kiel (1868–1891)
Von 1868 bis 1891 war ein Fedor von Kiel Besitzer des Schlosses.

### Günther (1891–1945)
Ab 1891 war Dr. phil. Emil Franz Günther Eigentümer der Anlage. Er betrieb beim Schloss eine Maiglöckchen-Zucht. Er starb 1944 und wurde in Schieritz bestattet. Die Stadt Dresden hatte ein in den Jahren 1929 bis 1932 im Ergebnis der 8. Jahresschau Reisen und Wandern entstandenes kulturhistorisches Museum, die Sächsische Poststube. Das Museum war in der Reichspostdirektion Am See eingerichtet. Infolge der immer stärker werdenden Luftangriffe wurde dieses Museum ins Schloss Schleinitz ausgelagert. Am 6. Juni 1945 stellte der von der Oberpostdirektion beauftragte Mitarbeiter Kurt Schreiber fest, dass im Schloss mehrere russische Kompanien mit einem Kommandeur Quartier bezogen hatte. Am 12. Juli 1945 informierte die Frau des Schieritzer Postverwalters die Oberpostdirektion Dresden über den Abzug des russischen Militärs. Am 19. Juli 1945 berichtete der Dresdner Archivinspektor Karl Jäger: Das Schloß sei unbewohnt und völlig ausgeplündert, die Akten in wüster Unordnung. Die darauf angereisten Mitarbeiter der Oberpostdirektion fanden Zerstörungen und Verwüstungen des gesamten Schlossinventars vor, dass die historischen Modelle der Postfahrzeuge aus dem ehemaligen Museum den Kindern im Dorf als Spielzeug dienten, dass Bilder in ausgebrannten Ställen umher lagen, vermischt mit Wohnungseinrichtungen und zerfetzten Kleidungsgegenständen. So wurden durch die sowjetischen Truppen, aber auch Einheimischen nicht nur die Gegenstände des ehemaligen Postmuseums, sondern auch die von der Bildergalerie nach Schieritz mitausgelagerten Gemälde und antiken Bücher der Landesbibliothek sinnlos zerstört und geplündert. Jedoch nicht alle Kunstschätze fielen in fremde Hände. Der Dresdner Bibliothekar Helmut Deckert fand noch 1946 folgendes: Von einer wertvollen Handschrift fand ich Reste an einen Nagel gespießt als Toilettenpapier auf dem Klo; andere lagen zerfetzt, verdreckt oder mit abgerissenen Einbänden herum. Historische Karten hatten die Besatzungssoldaten zur Polsterung in ihre Betten gestopft.

### Kinderferienlager (1945–1953)
Nach den Plünderungen und Abzug des sowjetischen Militärs zogen Heimatvertriebene aus Schlesien, Ostpreußen und dem Sudetenland in das Schloss ein. Dann erfolgte eine Nutzung als DDR-Kinderferienlager Philipp Müller des Kabelwerkes Meißen.

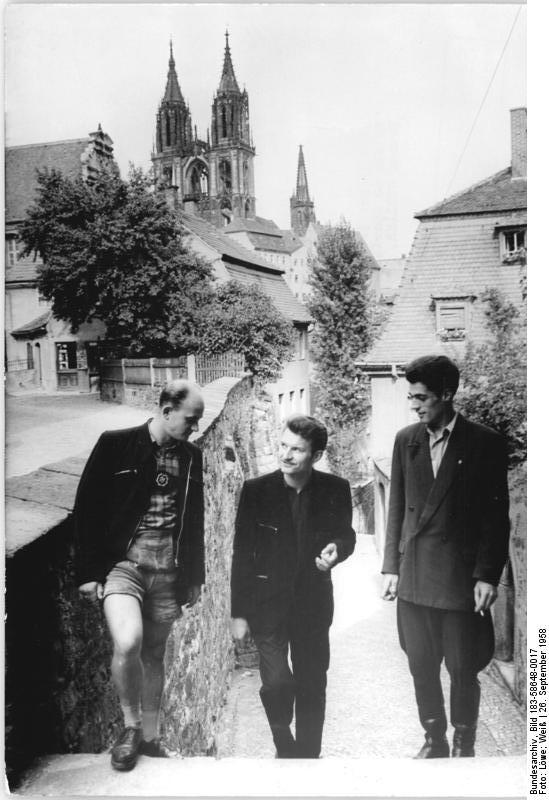
Der „neue“ sozialistische Mensch – Studenten der LPG-Hochschule Meißen am 26. September 1958

### LPG-Hochschule Meißen (1953–1992)
Der Landwirtschaft in der DDR fehlten zu Beginn der 1950er Jahre ausgebildete Fachkräfte. Ursache war die Enteignung landwirtschaftlichen Besitzes von mehr als 100 ha Fläche in der Sowjetischen Besatzungszone und die Vertreibung der früheren Eigentümer. Die SED-Parteiführung war gezwungen, neue Kader zur Leitung der Landwirtschaftlichen Produktionsgenossenschaften (LPG) auszubilden. So entstand im September 1953 im Schloss Schieritz die Bezirksschule für LPG, die 1956 von der LPG-Hochschule Meißen übernommen wurde. Das Schloss wurde zum Internat für Fernstudenten der Hochschule. Am 11. Dezember 1990 beschloss der Freistaat Sachsen, die Hochschule aufzulösen, und beauftragte die TU Dresden mit deren Abwicklung bis zum 30. September 1992. Es gelang dem Rektor, für die noch studierenden Absolventen eine Regelung zu erwirken, die diesen nach bestandenem Abschluss anstelle eines Diploms der LPG-Hochschule ein Diplomzeugnis der TU Dresden verschaffte.

### Leerstand und Planungen ab 1992
Eigentümer des Schlosses wurde aufgrund des Einigungsvertrages der Freistaat Sachsen. Verwaltet wurde die Immobilie durch das Staatliche Vermögens- und Hochbauamt Radeberg. Im Juni 1993 wurde das Schloss erstmals – gegen Sanierungsauflagen – für 1 DM angeboten. Doch alle Bemühungen, es loszuschlagen, schlugen fehl. Im Jahre 2000 beliefen sich die Sanierungskosten bereits auf 1,5 Millionen DM. Am 13. August 2002 brachen nach starken Regenfällen fünfzehn Meter der Stützmauer und achtzehn Kubikmeter des Hanges vom Schlossareal zur Umgehungsstraße der Bundesstraße 6 weg. Schließlich ersteigerte 2005 der Österreicher Hannes Graf das Schloss. Doch sein Vorhaben, im Schloss ein Sanatorium für adipöse Kinder einzurichten, scheiterte an der Finanzierung. 2008 war der Finanzierungsbedarf auf über 2 Millionen Euro gestiegen. Im November 2012 war geplant, Schloss Schieritz zu Luxus-Eigentumswohnungen mit Denkmalförderungsabschreibung umzubauen.

Galerie Schloss Schieritz 2011
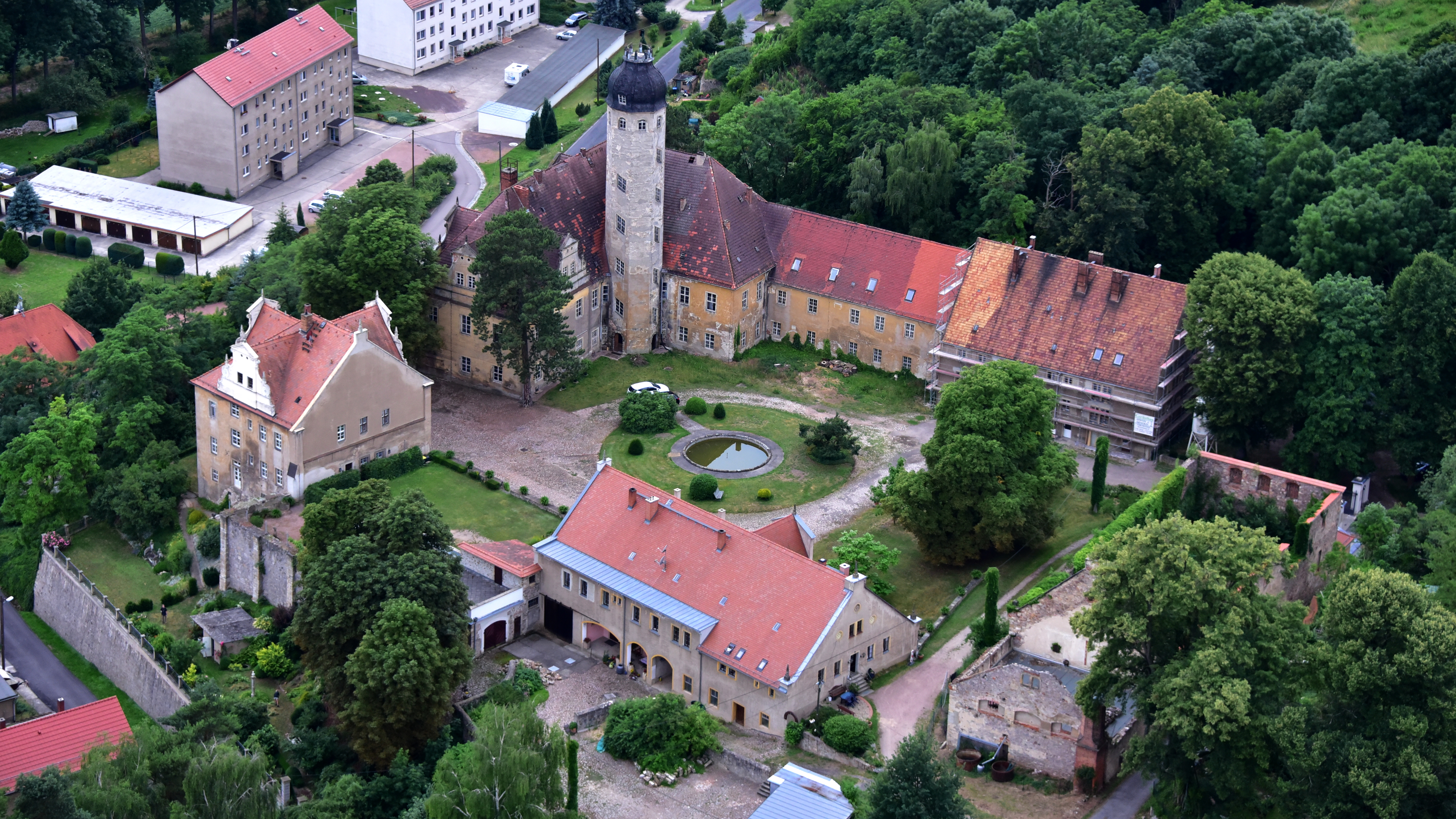
Luftaufnahme (2017)
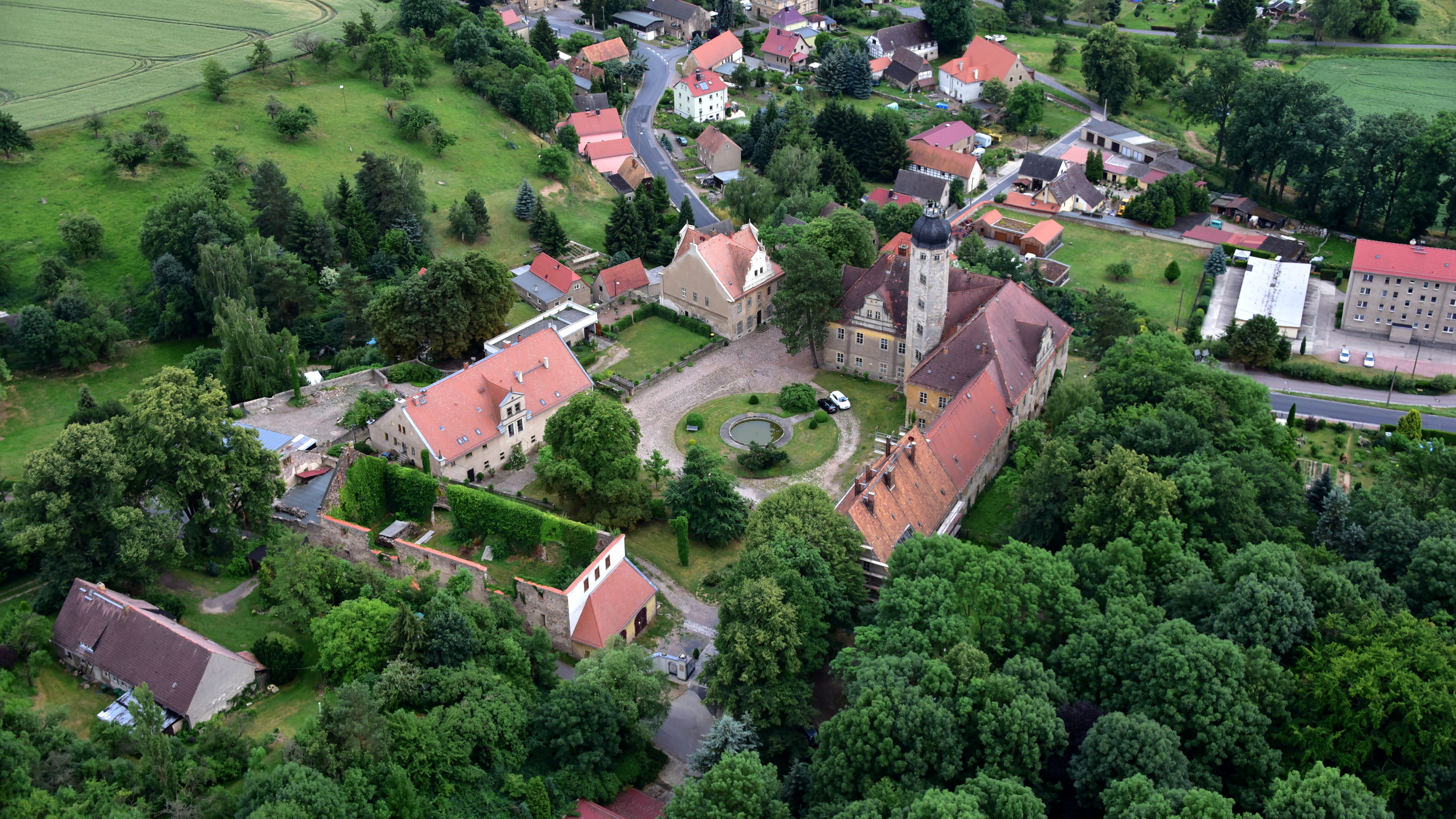
Luftaufnahme (2017)
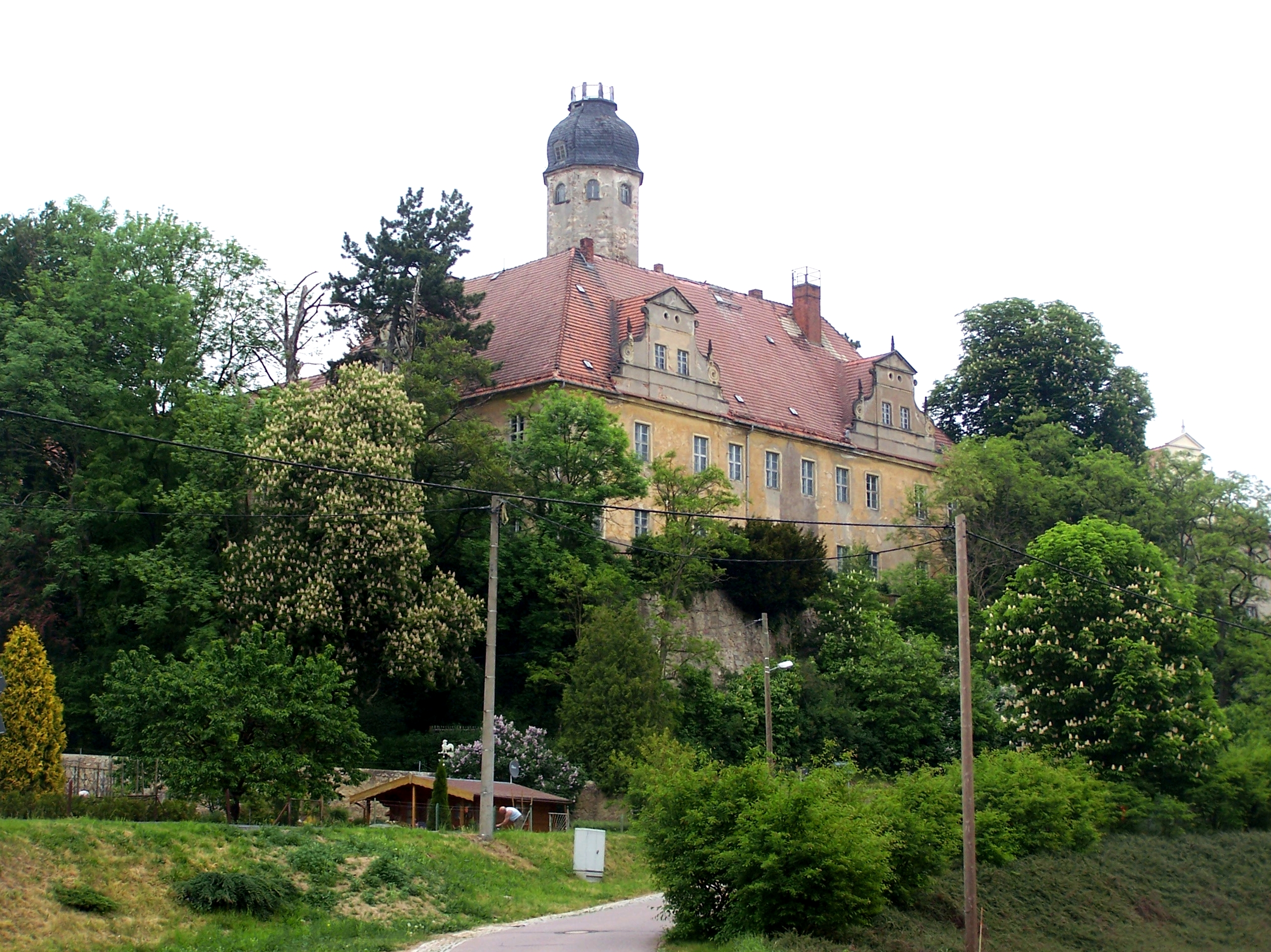
Schloss Schieritz vom Ort aus
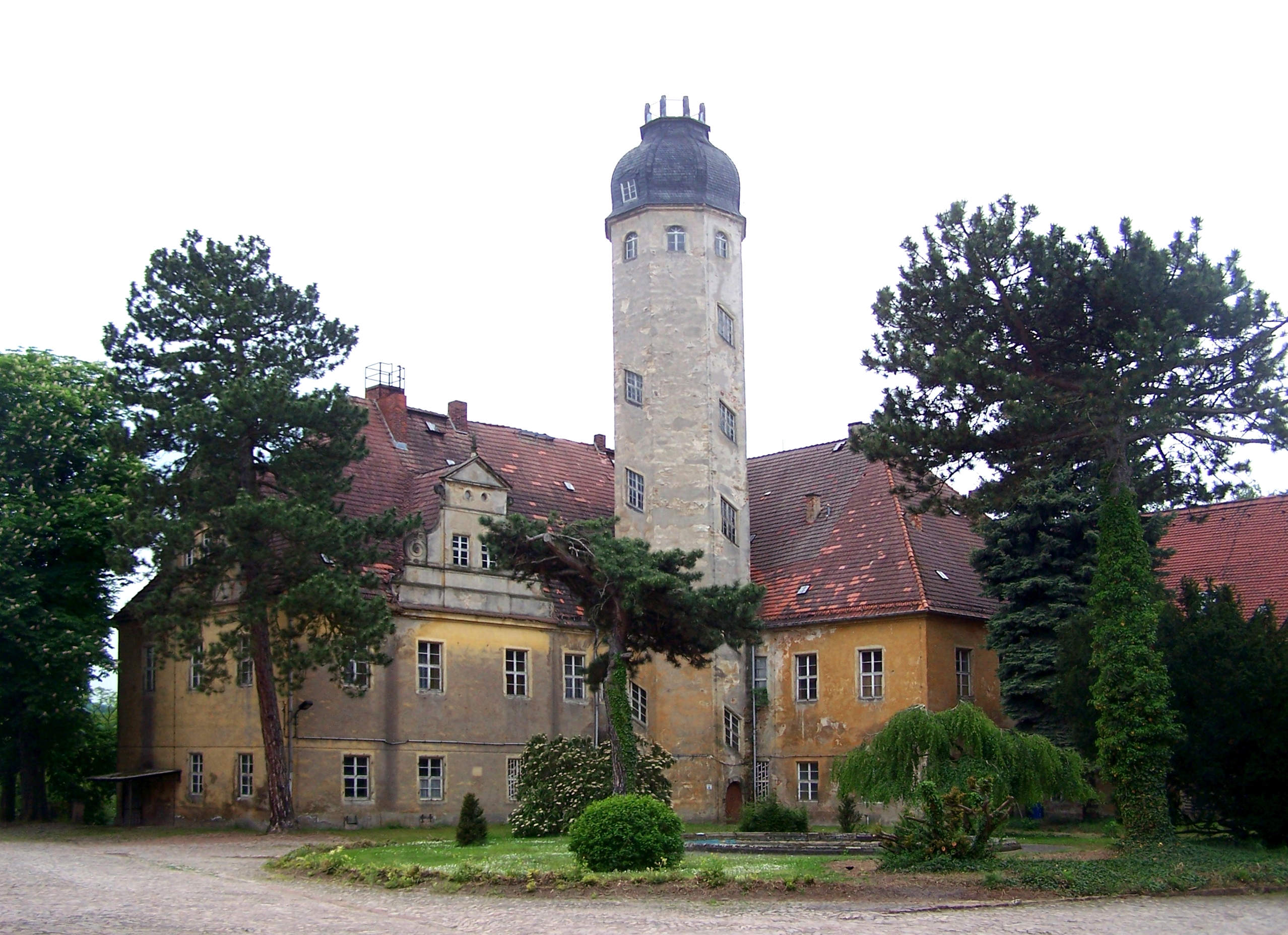
Schloss Schieritz
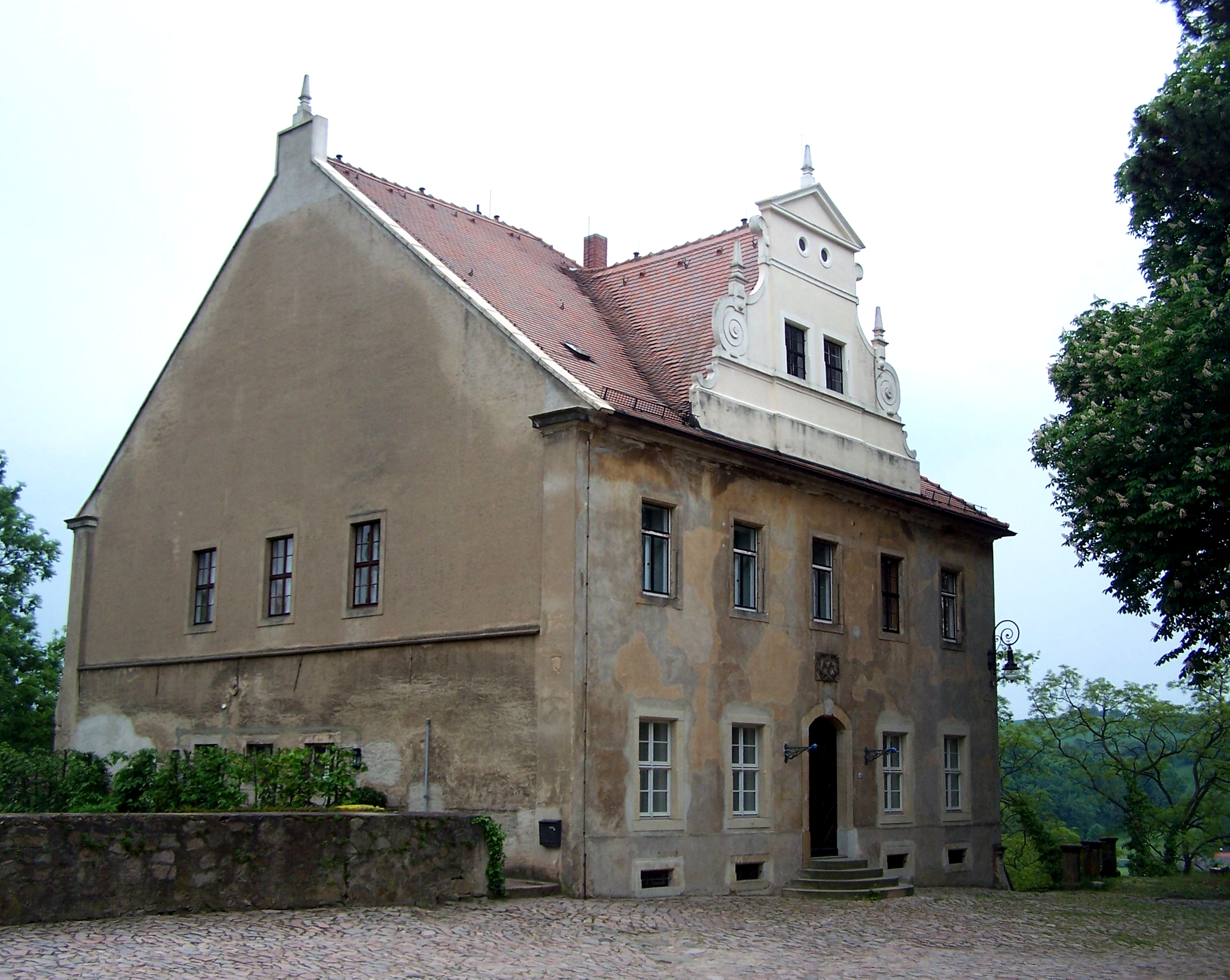
Nebengebäude
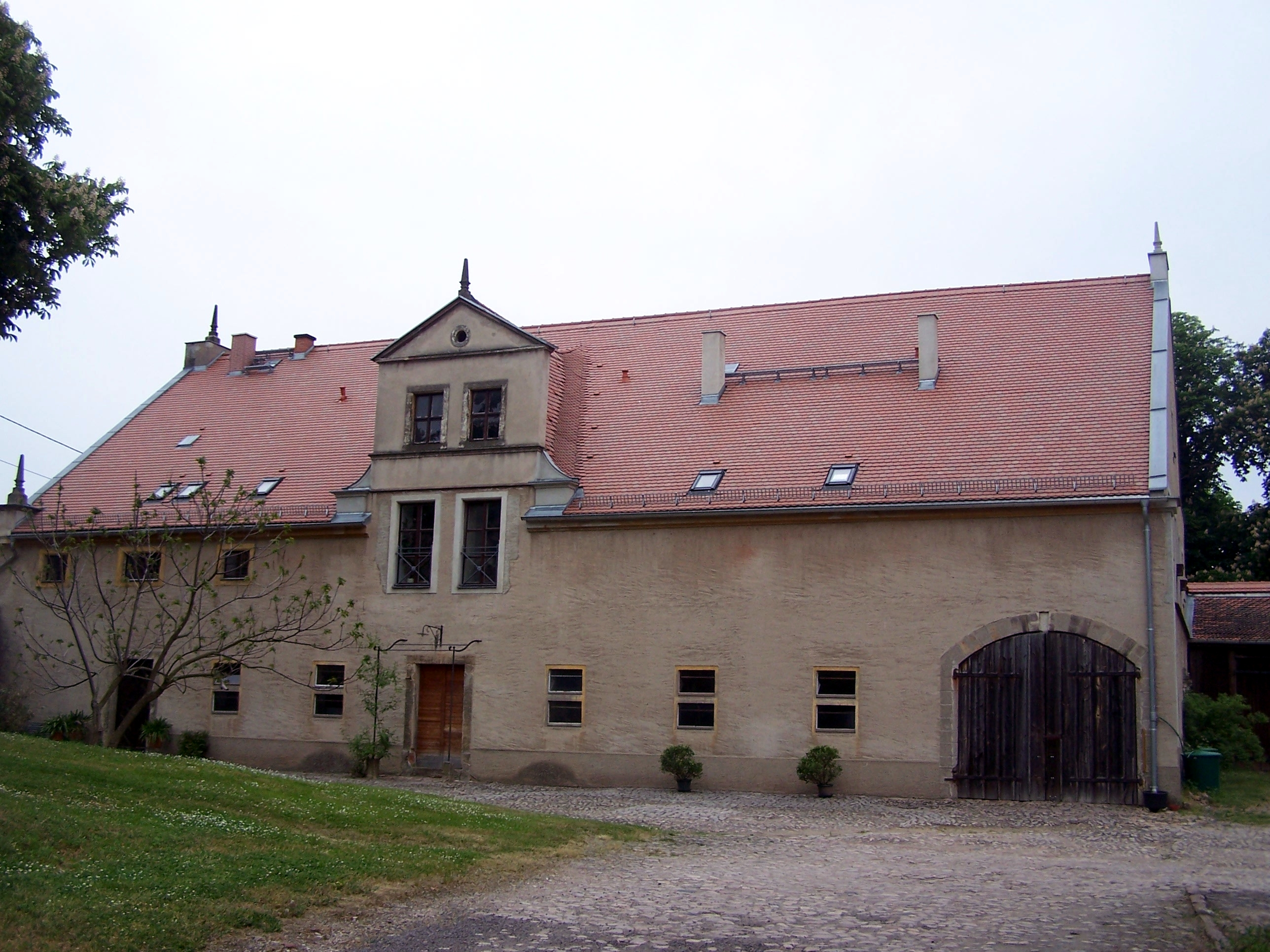
Wirtschaftsgebäude
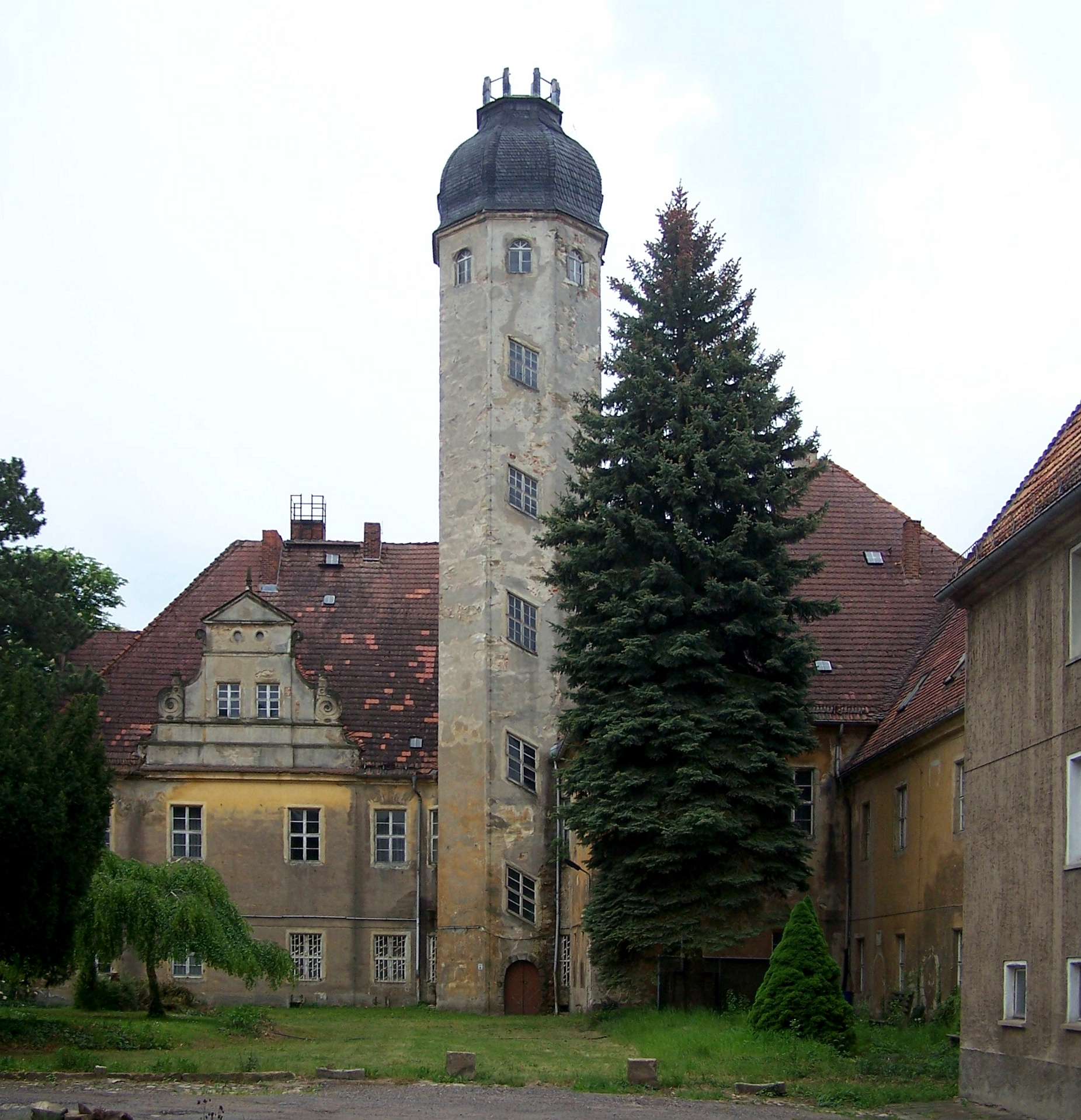
Turm
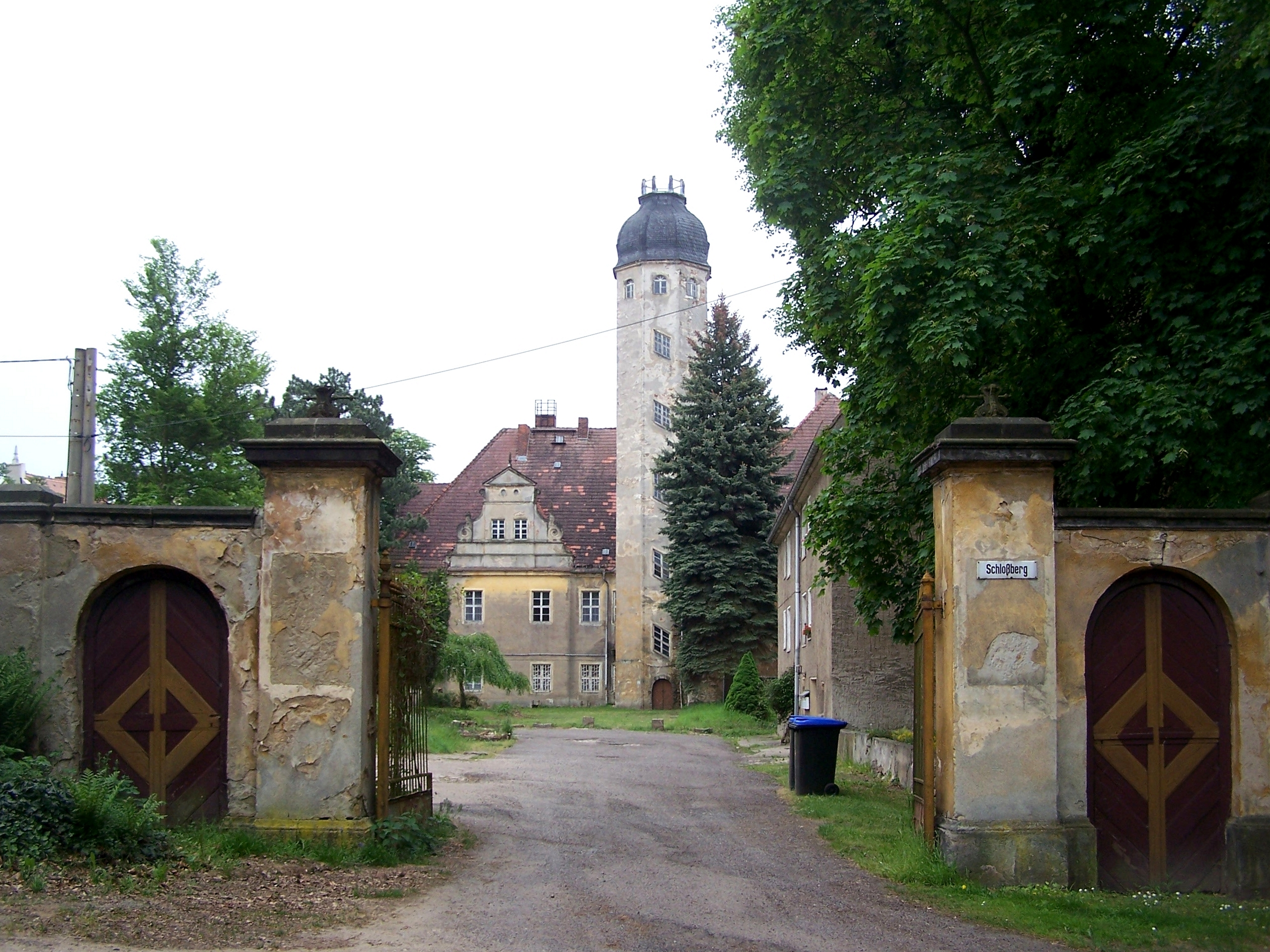
Einfahrt